# Amischotolype hispida
Xuyên sao (danh pháp hai phần: Amischotolype hispida) là một loài thực vật có hoa trong họ Commelinaceae. Loài này được (A.Rich.) D.Y.Hong mô tả khoa học đầu tiên năm 1974.